# Blažo Kovačević
Blažo Kovačević, črnogorski general, * 12. april 1909, † 1981.

## Življenjepis
Pred aprilsko vojno je bil častnik Kraljevega jugoslovanskega vojnega letalstva. Leta 1940 je postal član KPJ. Po aprilski vojni je pristal v nemškem vojnem ujetništvu, v katerem je ostal do konca vojne; v tem času je bil član vodstva NOVJ v taborišču. Po vojni se je vrnil v Jugoslavijo in vstopil v JA. Postal je poveljnik polka, načelnik Vojnoletalske častniške šole, poveljnik letalske divizije, načelnik Personalnega oddelka VVA JLA,...
Končal je Letalsko akademijo v ZSSR.